# Willgodt Lundgren

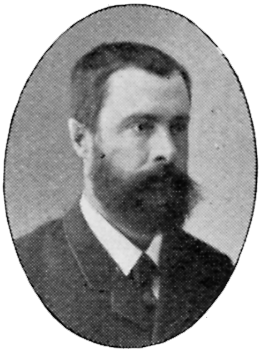
Willgodt Egfrid Lundgren.

Willgodt Egfrid Lundgren, född 18 oktober 1849 i Stockholm, död 30 januari 1911 på Strömsborg i Björnlunda, Södermanlands län, var en svensk målare.
Lundgren var brorson till Egron Lundgren och studerade konst för Edvard Perséus och Hans Heyerdahl samt under besök vid franska målarskolor. Han medverkade i Konstföreningens utställningar i Stockholm 1883 och med Norrlands konstförenings utställning i Härnösand 1883 samt Göteborgsutställningen 1891. Han omtalades som ett stort original av sin samtid. Hans konst består av landskap med svenska och franska motiv. Lundgren är representerad vid Östergötlands museum. 